# Montlaur-en-Diois
Pour les articles homonymes, voir Montlaur.
Montlaur-en-Diois est une commune française située dans le département de la Drôme, en région Auvergne-Rhône-Alpes.

## Géographie

### Localisation
Montlaur-en-Diois est limitrophe de la commune de Luc-en-Diois se situant au nord-ouest de celle-ci.

### Hydrographie
Le ruisseau de Montlaur est un affluent de la Drôme. Son parcours est de 2,15 km sur la commune de Montlaur. En 1891, sa largeur moyenne était de 3 m, sa pente de 150 m, son débit ordinaire de 0,05 m3, extraordinaire de 30 m3.

### Climat
Pour des articles plus généraux, voir Climat d'Auvergne-Rhône-Alpes et Climat de la Drôme.
En 2010, le climat de la commune est de type climat méditerranéen altéré, selon une étude du CNRS s'appuyant sur une série de données couvrant la période 1971-2000. En 2020, Météo-France publie une typologie des climats de la France métropolitaine dans laquelle la commune est exposée à un climat de montagne ou de marges de montagne et est dans la région climatique  Alpes du sud, caractérisée par une pluviométrie annuelle de 850 à 1 000 mm, minimale en été. 
Pour la période 1971-2000, la température annuelle moyenne est de 11,2 °C, avec une amplitude thermique annuelle de 17,6 °C. Le cumul annuel moyen de précipitations est de 1 026 mm, avec 8,1 jours de précipitations en janvier et 5,5 jours en juillet. Pour la période 1991-2020, la température moyenne annuelle observée sur la station météorologique de Météo-France la plus proche, « St Roman-Diois »sur la commune de Saint-Roman à 6 km à vol d'oiseau, est de 12,5 °C et le cumul annuel moyen de précipitations est de 800,3 mm,. Pour l'avenir, les paramètres climatiques de la commune estimés pour 2050 selon différents scénarios d'émission de gaz à effet de serre sont consultables sur un site dédié publié par Météo-France en novembre 2022.

### Voies de communication et transports
Le territoire communal est traversé par la route départementale 93 (RD93).

## Urbanisme

### Typologie
Au 1er janvier 2024, Montlaur-en-Diois est catégorisée commune rurale à habitat dispersé, selon la nouvelle grille communale de densité à 7 niveaux définie par l'Insee en 2022.
Elle est située hors unité urbaine. Par ailleurs la commune fait partie de l'aire d'attraction de Die, dont elle est une commune de la couronne,. Cette aire, qui regroupe 27 communes, est catégorisée dans les aires de moins de 50 000 habitants,.

### Occupation des sols
L'occupation des sols de la commune, telle qu'elle ressort de la base de données européenne d’occupation biophysique des sols Corine Land Cover (CLC), est marquée par l'importance des territoires agricoles (62,1 % en 2018), en augmentation par rapport à 1990 (57,8 %). La répartition détaillée en 2018 est la suivante : 
forêts (37,8 %), zones agricoles hétérogènes (26,1 %), terres arables (23,8 %), prairies (8,7 %), cultures permanentes (3,5 %). L'évolution de l’occupation des sols de la commune et de ses infrastructures peut être observée sur les différentes représentations cartographiques du territoire : la carte de Cassini (XVIIIe siècle), la carte d'état-major (1820-1866) et les cartes ou photos aériennes de l'IGN pour la période actuelle (1950 à aujourd'hui).

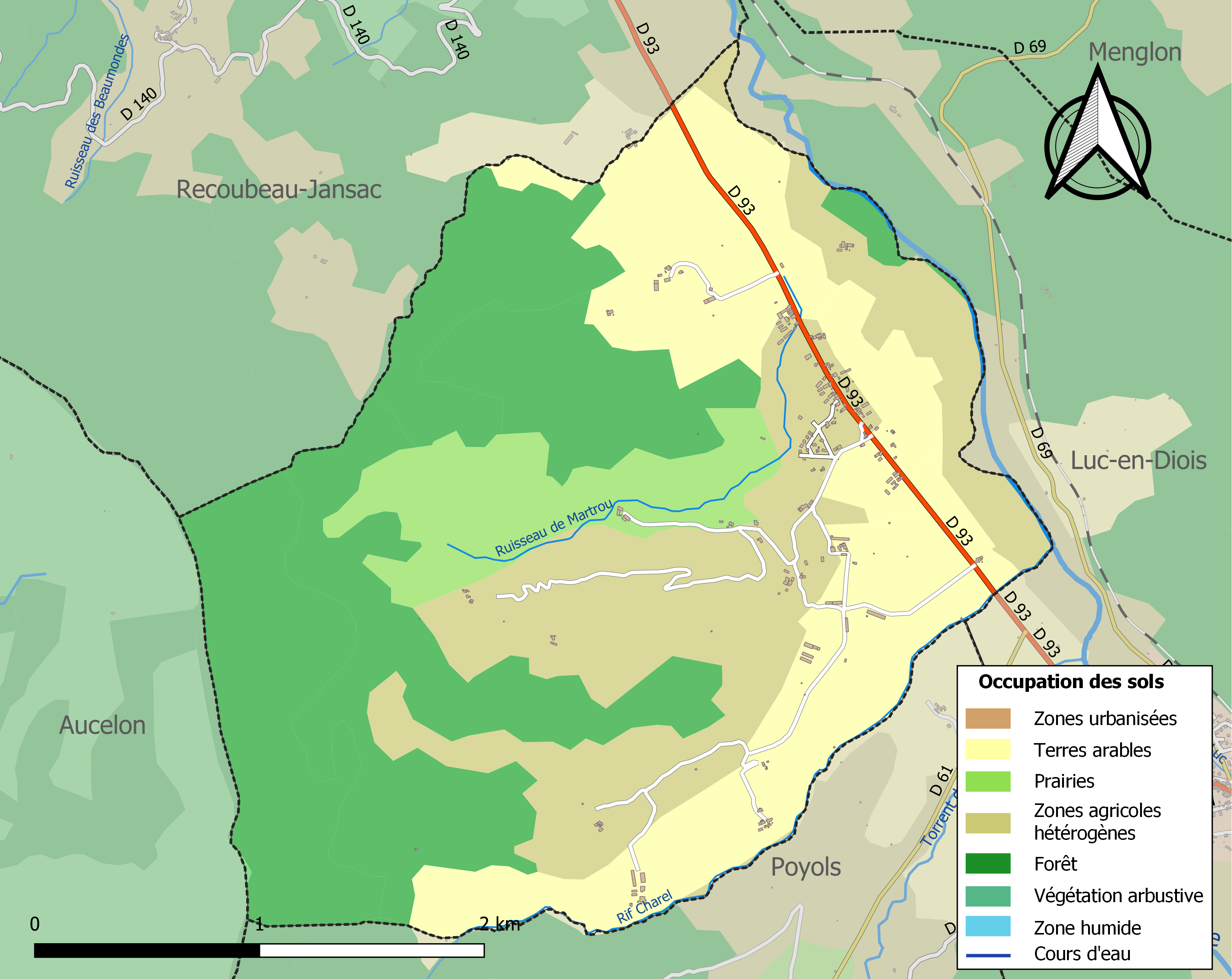
Carte des infrastructures et de l'occupation des sols de la commune en 2018 (CLC).

## Toponymie

### Attestations
Dictionnaire topographique du département de la Drôme :
- 1343 : De Monte Lauro (cartulaire de Die, 143).
- 1509 : mention de l'église : Ecclesia parrochialis Beate Marie Magdelene Montislauri (visites épiscopales).
- 1515 : mention de la paroisse : Cura Montislauri (rôle de décimes).
- 1518 : Locus de Montelhauro (terrier de Poyols).
- 1529 : Montlauz (archives hosp. de Crest).
- XVIe siècle : mention de la paroisse : Capella de Montelauro (pouillé de Die).
- 1570 : mention de la paroisse : Cura de Montlorio (rôle de décimes).
- 1585 : Montleau (Correspondance de Lesdiguières, III, 16).
- 1705 : Montlaud (dénombrement du royaume).
- 1788 : Montlord (Alman. du Dauphiné).
- 1891 : Montlaur, commune du canton de Luc-en-Diois.

(non daté)[réf. nécessaire] : Montlaur-en-Diois.

### Étymologie
La première partie du toponyme provient du latin mons « montagne, mont, élévation » qui peut désigner une simple colline, en pays de plaine.

## Histoire

### Antiquité: les Gallo-romains
Quartier résidentiel romain.

### Du Moyen Âge à la Révolution
La seigneurie :
- Au point de vue féodal, Montlaur était une terre du patrimoine des anciens comtes de Diois.
- Elle passe aux Artaud d'Aix.
- 1279 : les Artaud d'Aix l'hommagent aux comtes de Valentinois.
- Passe aux Monteynard qui la possèdent encore en 1540.
- 1614 : acquise par les Gilbert.
- Peu avant la Révolution : acquise (par héritage) par les Morard.

Montlaur est un faubourg de Luc-en-Diois jusqu'au XIVe siècle.
La commune est dévastée par les guerres de Religion, puis repeuplée par des Italiens du Val d'Aoste.
Avant 1790, Montlaur était une communauté de l'élection de Montélimar, subdélégation de Crest et du bailliage de Die, formant une paroisse du diocèse de Die, dont l'église était premièrement dédiée à sainte Marie-Madeleine puis à sainte Anne, et dont les dîmes appartenaient au chapitre de Die, qui présentait à la cure.

### De la Révolution à nos jours
En 1790, la commune fait partie du canton de Luc-en-Diois.
Au XIXe siècle, les habitants du village descendent s'installer dans la plaine.

## Politique et administration

### Liste des maires
| Période                                  | Période                       | Identité        | Étiquette | Qualité |
| ---------------------------------------- | ----------------------------- | --------------- | --------- | ------- |
| Les données manquantes sont à compléter. |                               |                 |           |         |
| mars 2001                                | mars 2008                     | Franck Le Priol |           |         |
| mars 2008                                | 2014                          | Yves Sarrazin   |           |         |
| 2014                                     | En cours (au 31 octobre 2014) | Thierry Basset  | SE        | Artisan |

## Population et société

### Démographie
L'évolution du nombre d'habitants est connue à travers les recensements de la population effectués dans la commune depuis 1793. Pour les communes de moins de 10 000 habitants, une enquête de recensement portant sur toute la population est réalisée tous les cinq ans, les populations de référence des années intermédiaires étant quant à elles estimées par interpolation ou extrapolation. Pour la commune, le premier recensement exhaustif entrant dans le cadre du nouveau dispositif a été réalisé en 2008.

En 2022, la commune comptait 140 habitants, en évolution de −6,04 % par rapport à 2016 (Drôme : +2,64 %, France hors Mayotte : +2,11 %).
| 1793 | 1800 | 1806 | 1821 | 1831 | 1836 | 1841 | 1846 | 1851 |
| ---- | ---- | ---- | ---- | ---- | ---- | ---- | ---- | ---- |
| 237  | 207  | 252  | 276  | 273  | 269  | 267  | 268  | 250  |

| 1856 | 1861 | 1866 | 1872 | 1876 | 1881 | 1886 | 1891 | 1896 |
| ---- | ---- | ---- | ---- | ---- | ---- | ---- | ---- | ---- |
| 247  | 260  | 238  | 232  | 234  | 221  | 220  | 197  | 200  |

| 1901 | 1906 | 1911 | 1921 | 1926 | 1931 | 1936 | 1946 | 1954 |
| ---- | ---- | ---- | ---- | ---- | ---- | ---- | ---- | ---- |
| 191  | 177  | 172  | 172  | 170  | 151  | 145  | 143  | 132  |

| 1962 | 1968 | 1975 | 1982 | 1990 | 1999 | 2006 | 2008 | 2013 |
| ---- | ---- | ---- | ---- | ---- | ---- | ---- | ---- | ---- |
| 136  | 129  | 109  | 88   | 80   | 116  | 141  | 150  | 150  |

| 2018 | 2022 | - | - | - | - | - | - | - |
| ---- | ---- | - | - | - | - | - | - | - |
| 144  | 140  | - | - | - | - | - | - | - |

### Enseignement
La commune est rattachée à l'académie de Grenoble.

### Manifestations culturelles et festivités
- Fête patronale : le 17 janvier[14].
- Fête communale : troisième dimanche d'août[14].

### Médias
Le territoire de la commune se situe dans l'aire de diffusion de plusieurs médias :
- Presse écrite
  - Le Dauphiné libéré, quotidien régional qui consacre, chaque jour, y compris le dimanche, dans son édition de « La vallée de la Drôme » un ou plusieurs articles à l'actualité du canton et de la commune, ainsi que des informations sur les éventuelles manifestations locales, les travaux routiers, et autres événements divers à caractère local.
  - L'Agriculture Drômoise, journal d'informations agricoles et rurales, couvre l'ensemble du département de la Drôme.
  - Drôme Hebdo (ancien Peuple Libre), hebdomadaire chrétien d'informations.
- Presse audio-visuelle
  - France Bleu est une radio publique diffusée sur son territoire.

## Économie
En 1992 : céréales, vignes (vins AOC Châtillon-en-Diois et Clairette de Die), aviculture.

## Culture locale et patrimoine

### Lieux et monuments
- Ruines du château fort[14].

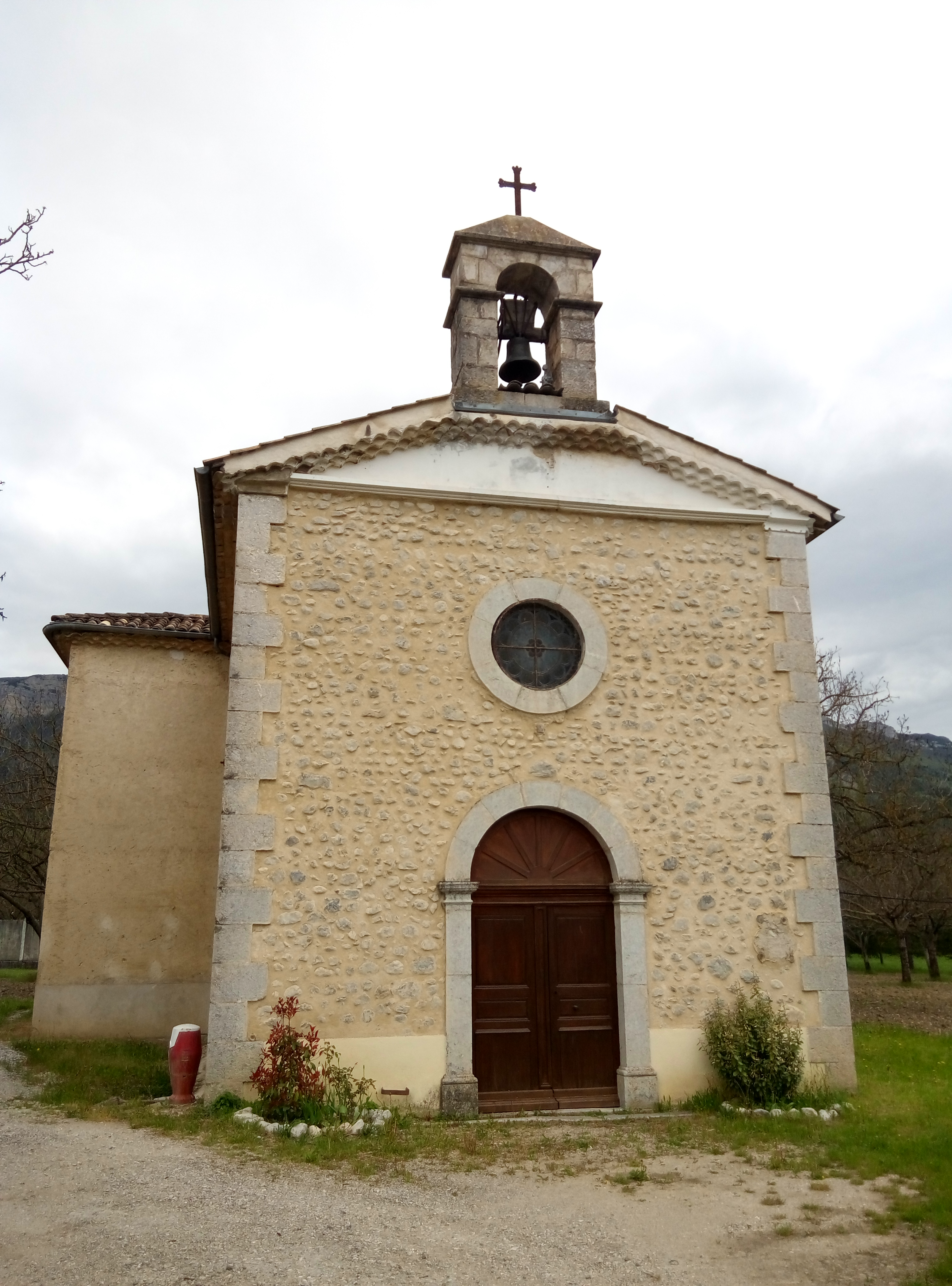
Église Sainte-Anne.

  - Le château médiéval a été réaménagé au XVIe siècle et le village médiéval fortifié[réf. nécessaire].
- Ruines du village médiéval fortifié[réf. nécessaire], abandonné au XIXe siècle[14].
- Église Sainte-Anne de Montlaur-en-Diois du XIXe siècle.

### Héraldique, logotype et devise
|  | Montlaur-en-Diois possède des armoiries dont l'origine et le blasonnement exact ne sont pas disponibles. |